# Massimo Fink
Massimo Fink (Val di Vizze, 23 novembre 1896 – Bressanone, 19 marzo 1956) è stato un bobbista italiano.

## Biografia
Nato nel 1896, a 27 anni partecipò ai primi Giochi olimpici invernali, quelli di Chamonix-Mont-Blanc 1924, nel bob a quattro insieme a Paolo Herbert, Lodovico Obexer, Giuseppe Steiner e Luis Trenker, arrivando 6º con il tempo totale nelle 4 manche di 7'15"41.
Morì nel 1956, a 59 anni.